# System BNA1
System BNA1（システム BNA1）は、バンダイナムコアミューズメントが開発したアーケードゲーム基板。Windows 10 IoTをベースにXbox Oneクラスの性能を有するプラットフォームとなっている。

## 主なスペック
CPU
- BNA1：Intel Core i5 6500
- LITE：Intel Pentium G4400
- RICH：Intel Core i7 6700

GPU
- BNA1：NVIDIA GeForce GTX 1050Ti
- LITE：NVIDIA GeForce GT1030
- RICH：GeForce RTX 2060 SUPER

映像出力
- BNA1：1 DVI-Iポート、1 DisplayPort 1.2ポート、1 HDMI 2.0bポート
- LITE：1 DVI-Iポート、1 HDMI 2.0bポート
- マザーボード上の映像出力端子は、誤接続防止のためかテープで塞がれている。

ストレージ
- SSD2枚構成
- OS用とゲームデータ用 ベンダー等はゲームにより様々である
- 機動戦士ガンダム エクストリームバーサス2ではゲームSSDにシリコンパワー Industrial SSD 3V0E 128GBを採用

オペレーティングシステム
- Windows 10 IoT Enterprise 2016 LTSB Value

サウンド
- 5.1チャンネルHDオーディオ
- 一般的なデスクトップPCと同じく5つのステレオミニプラグが搭載されている。

通信
- LAN 2ポート
- COMポート (マザーボード2ポート、ピンヘッダ経由による拡張ブラケット2ポート）

保護
- シリコンパワー製USBメモリ (カスタマイズ品。ドングルとして使用)
- Windows BitLocker

## 派生製品
System BNA1 LITE
太鼓の達人、DEAD HEAT UNLEASHEDで採用
GPUをGT1030に変更し低価格化（CPUやメモリについては不明）
System BNA1 Rich
機動戦士ガンダム 戦場の絆IIで採用

## 主なタイトル
- 機動戦士ガンダム エクストリームバーサス2（2018年10月30日）
  - 機動戦士ガンダム エクストリームバーサス2 クロスブースト（2021年3月10日）
  - 機動戦士ガンダム エクストリームバーサス2 オーバーブースト（2023年6月28日）
- ソードアート・オンライン アーケード ディープ・エクスプローラー（2019年3月19日）
- 湾岸ミッドナイト MAXIMUM TUNE 6 (海外版）（2019年7月2日）
- ジョジョの奇妙な冒険 ラストサバイバー（2019年12月18日）[2]
- ポーカースタジアム（2020年1月22日）
- 太鼓の達人 ニジイロVer. (2020年3月Ver. 改造キット)（2020年3月24日）[2]
- 機動戦士ガンダム 戦場の絆II（2021年7月27日）
- DEAD HEAT UNLEASHED（日本未稼働）（2023年）[1]